# Công viên quốc gia thác nước Murchison
Công viên quốc gia thác nước Murchison là một công viên quốc gia ở Uganda và do Cơ quan động vật hoang dã Uganda quản lý. Công viên nằm ở tây bắc Uganda, trải rộng nội địa từ bờ hồ Albert quanh sông Nile trắng. Cùng với khu dự trữ động vật hoang dã Bugungu gần kề 748 kilômét vuông (289 dặm vuông Anh) và khu dự trữ động vật hoang dã Karuma 720 kilômét vuông (280 dặm vuông Anh), hình thức Khu bảo tồn công viên thác nước Murchison (MFCA).